# Xã Medicine Hill, Quận McLean, Bắc Dakota
Xã Medicine Hill (tiếng Anh: Medicine Hill Township) là một xã thuộc quận McLean, tiểu bang Bắc Dakota, Hoa Kỳ. Năm 2010, dân số của xã này là 45 người.